# Eleutherobia rotifera
Eleutherobia rotifera is een zachte koraalsoort uit de familie Alcyoniidae. De koraalsoort komt uit het geslacht Eleutherobia. Eleutherobia rotifera werd in 1910 voor het eerst wetenschappelijk beschreven door J.S. Thomson. 